# Fyrishofsloppet
Fyrishofsloppet var en cykeltävling som 1928–1958 arrangerades av SK Fyrishof i Uppsala.
Fyrishofsloppet genomfördes en landsvägsbana sydväst om Uppsala, som kördes två varv, sammanlagt 95 km. Loppets segrare tilldelades guldmedalj. Loppet lades ned efter 1958 års upplaga och ersattes av Crescent GP i Uppsala-alliansens regi.

## Segrare
- 1928 – Bernhard Britz, SK Fyrishof, 2.46.45,4
- 1929 – Folke Nilsson, SK Fyrishof, 2.44.35,4
- 1930 – Folke Nilsson, SK Fyrishof, 2.41.53,9
- 1931 – Bernhard Britz, IFK Enskede, 2.49.40
- 1932 – Arne Berg, Hammarby IF, 2.49.50
- 1933 – Sven Höglund, Hammarby IF, 3.01.l4,2
- 1934 – Sven Thor, SK Fyrishof, 2.50.05,2
- 1935 – Gösta Björklund, SK Fyrishof, 2.40.57,8
- 1936 – Martin Lundin, SK Fyrishof, 2.41.21,4
- 1937 – Ingvar Ericsson, Hammarby IF, 2.34.29
- 1938 – Berndt Carlsson, Hammarby IF, 2.36.27
- 1939 – Inställt.
- 1940 – Inställt.
- 1941 – Bengt Malmgren, Hammarby IF, 2.28.45,6
- 1942 – Sigvard Hellberg, Fredrikshofs IF, 2.28,48,0
- 1943 – Harry Jansson, SK Fyrishof, 2.36.39,2
- 1944 – Halle Janemar, Upsala CK, 2.34.32,3
- 1945 – Bengt Janemar, Upsala CK, 2.33.28,0
- 1946 – Folke Andersson, SK Fyrishof, 2.30.44,1
- 1947 – Rolf Bernhem, SK Fyrishof, 2.30.41,2
- 1948 – Åke Olivestedt, Fredrikshofs IF, 2.28.48,8